# Biserica romano-catolică din Ocna Dejului

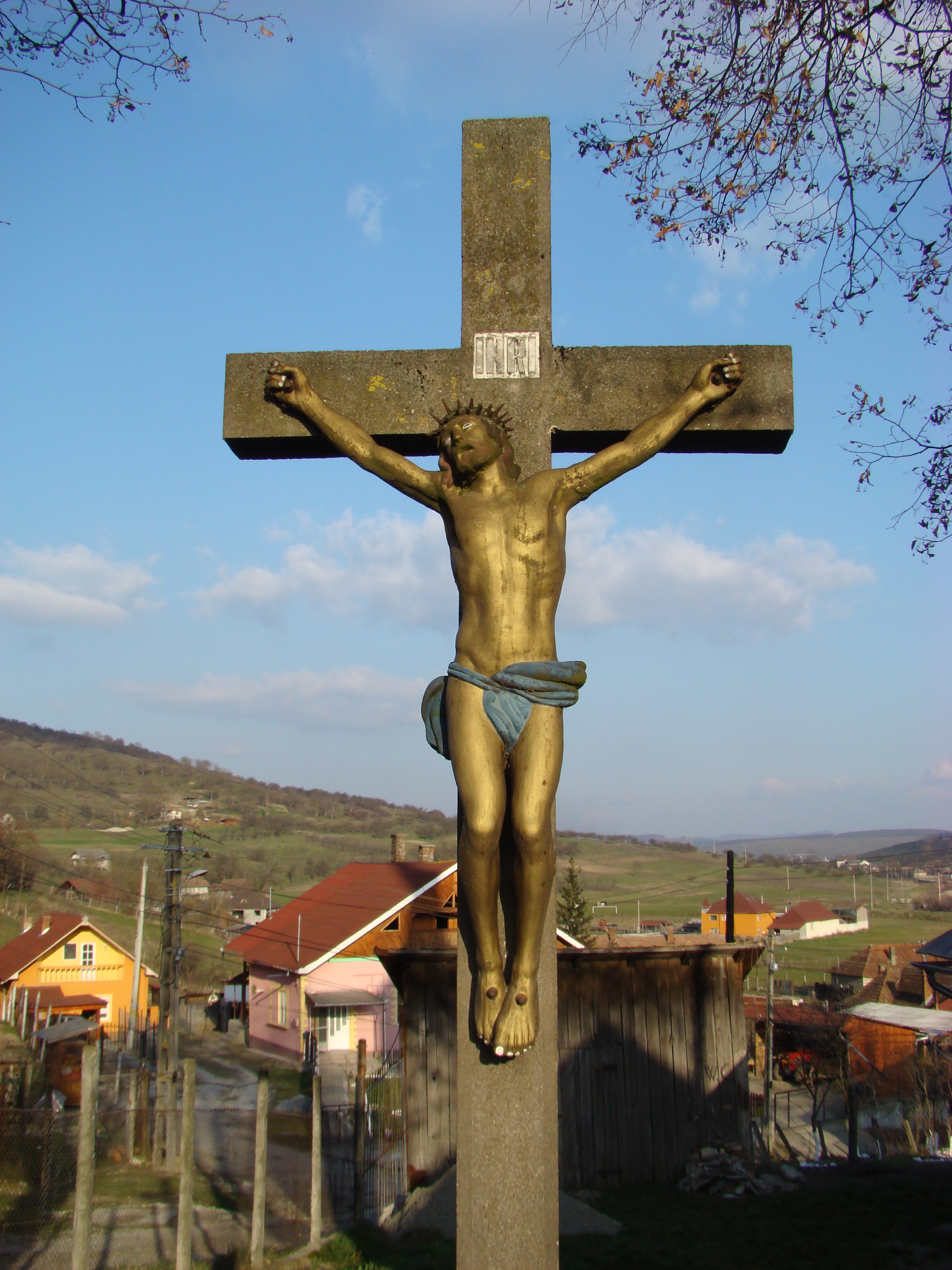
Crucifix

Biserica romano-catolică din Ocna Dejului este un monument istoric aflat pe teritoriul localității Ocna Dejului; municipiul Dej.

## Localitatea
Ocna Dejului, colocvial Ocna Dej, mai demult Ocne (în dialectul săsesc Okne, în germană Salzdorf, Salzgruben, în maghiară Désakna) este o localitate componentă a municipiului Dej din județul Cluj, Transilvania, România. Prima menționare documentară a satului Ocna Dejului este din anul 1236, sub numele de Deesakna.

## Biserica
Localitatea avea deja o biserică închinată Sfântului Petru înainte de invazia tătarilor, cu elemente gotice. În momentul Reformei, populația a devenit reformată și apoi Unitariană. Biserica a revenit din nou reformaților în 1618. Cu timpul, biserica medievală a ajuns într-o stare avansată de deteriorare, astfel încât una nouă a fost construită în locul său la începutul secolului XX.
Catolicii au construit actuala biserică în 1750–1751, care a fost administrată de franciscanii din Dej. Din 1770 a avut un preot paroh.

## Imagini din exterior

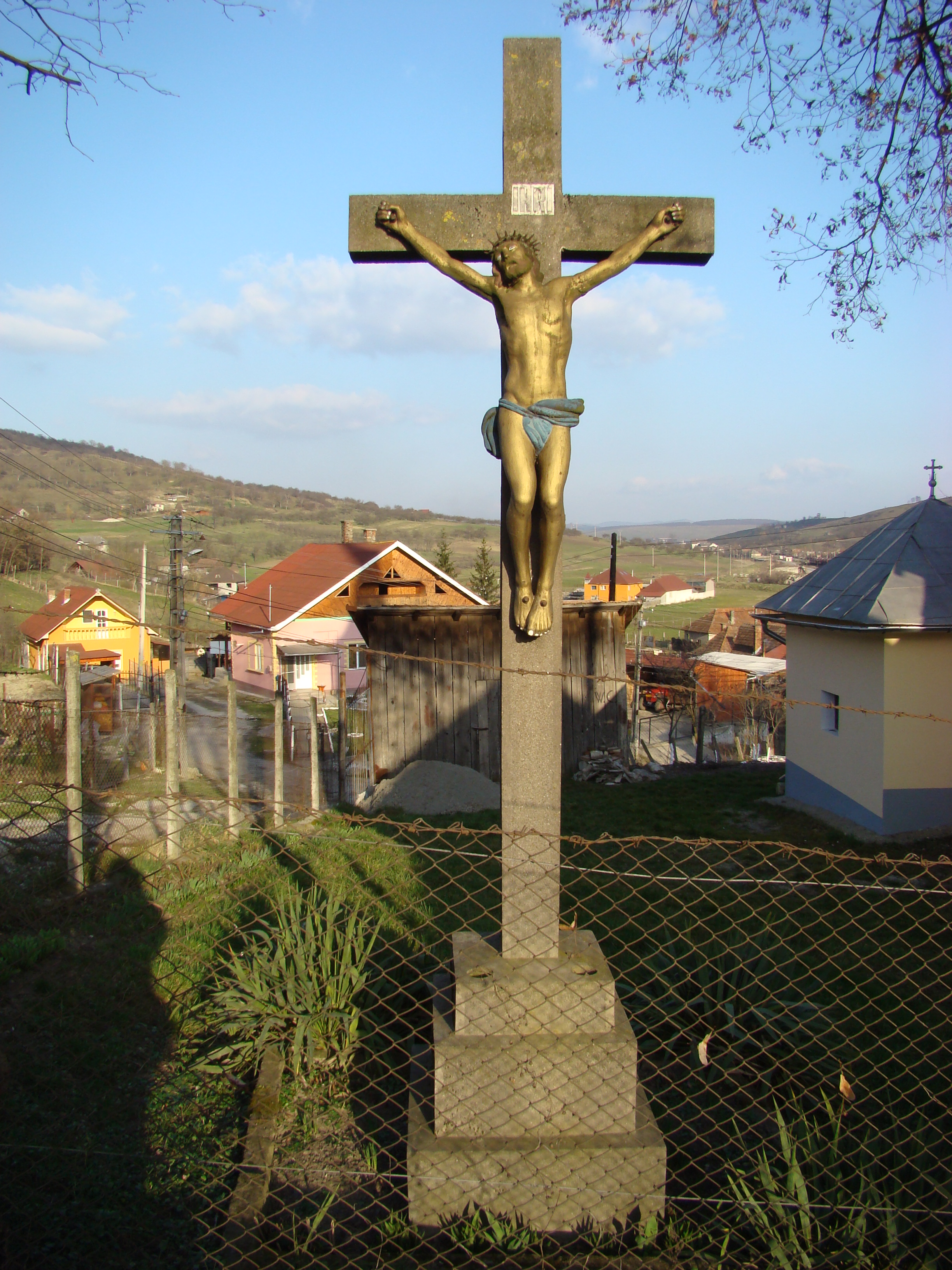
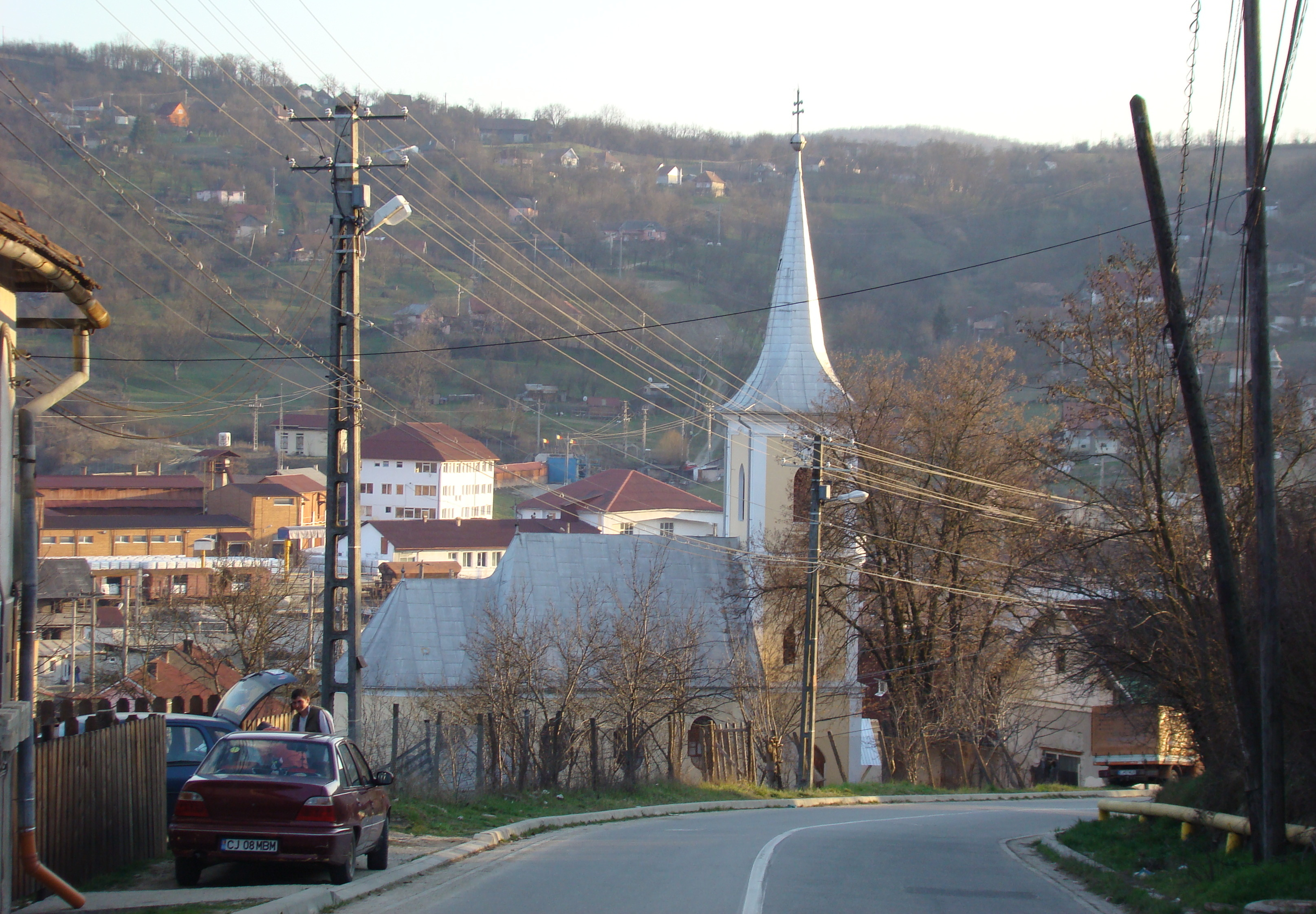
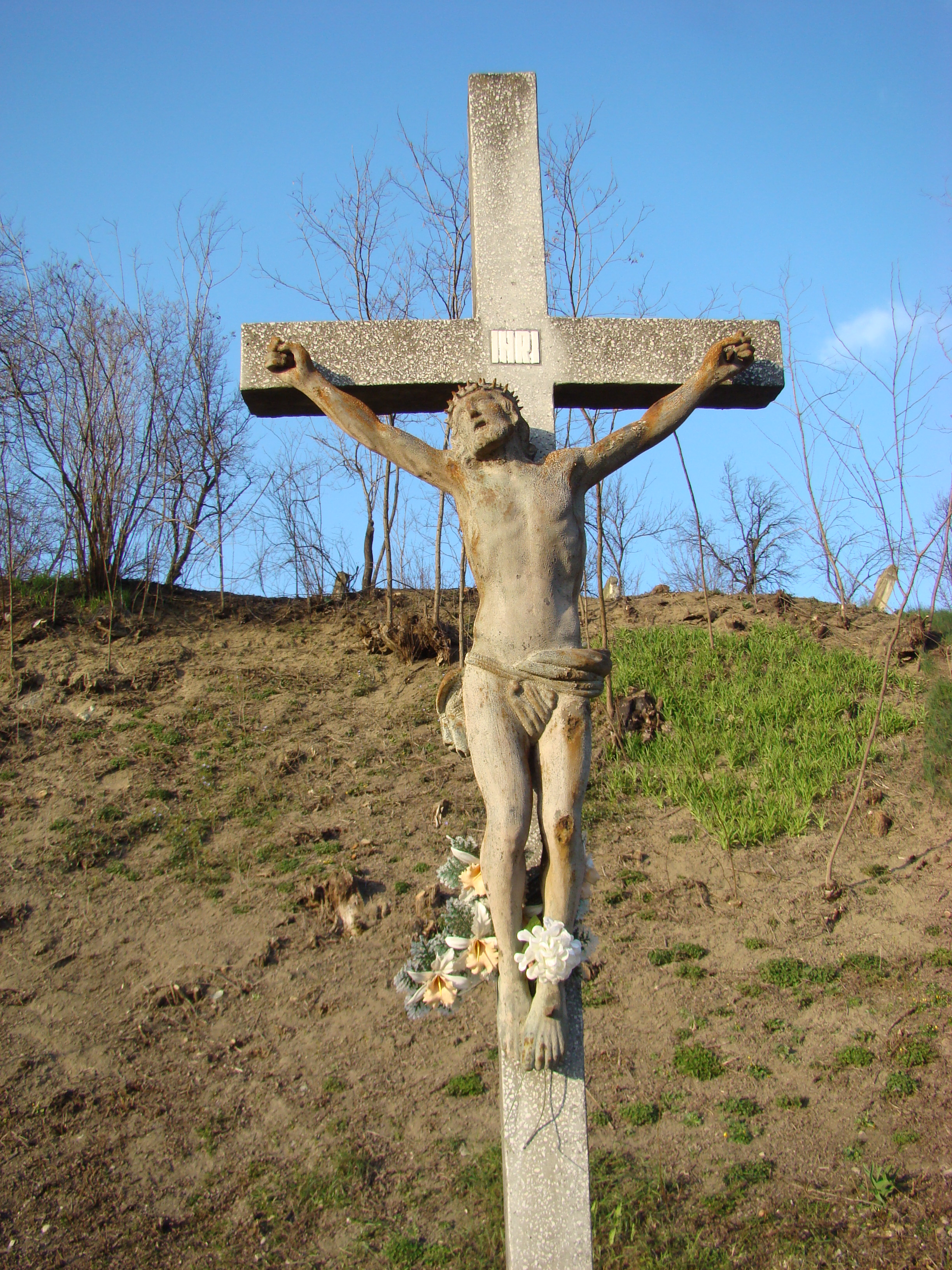
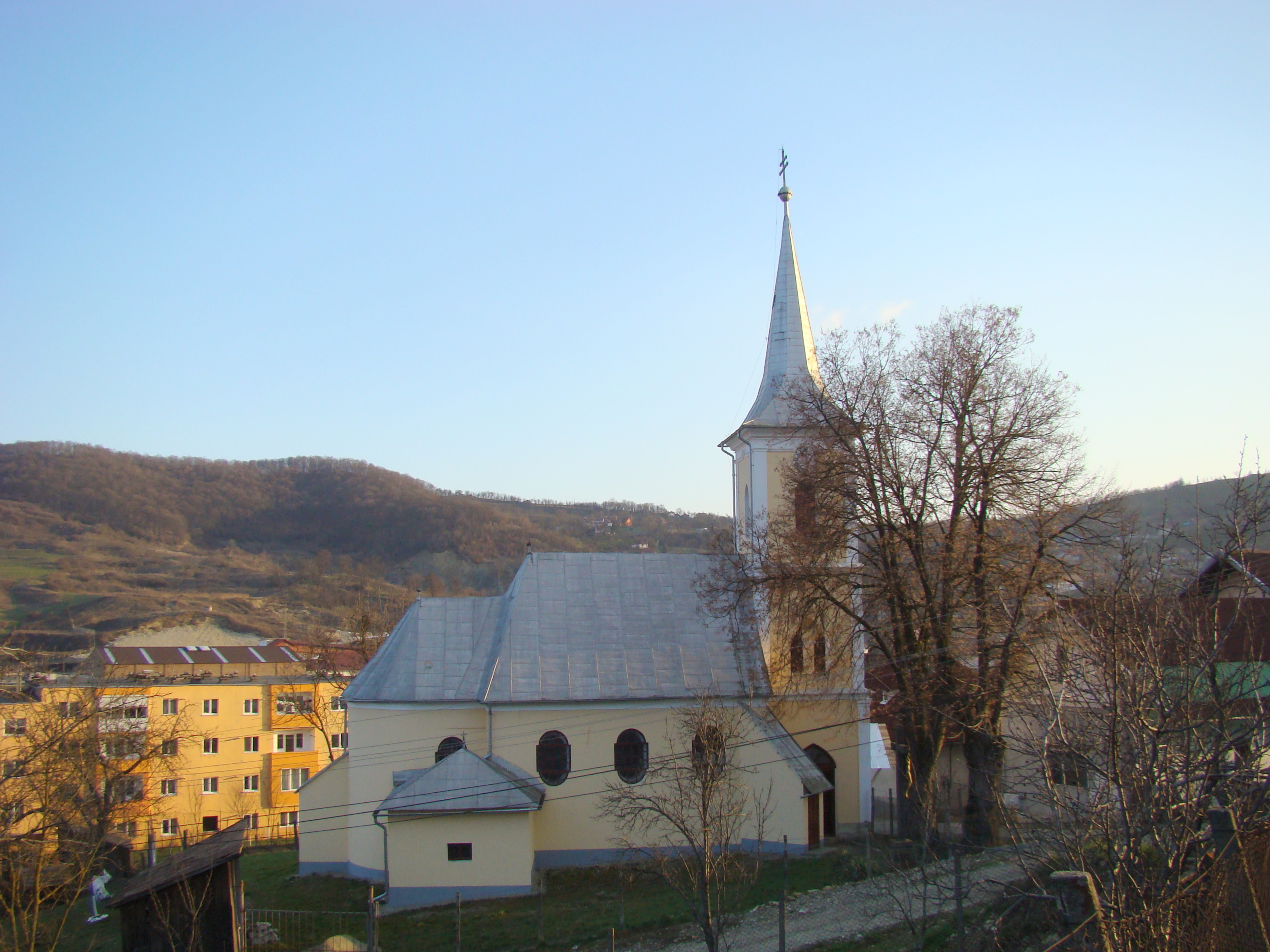
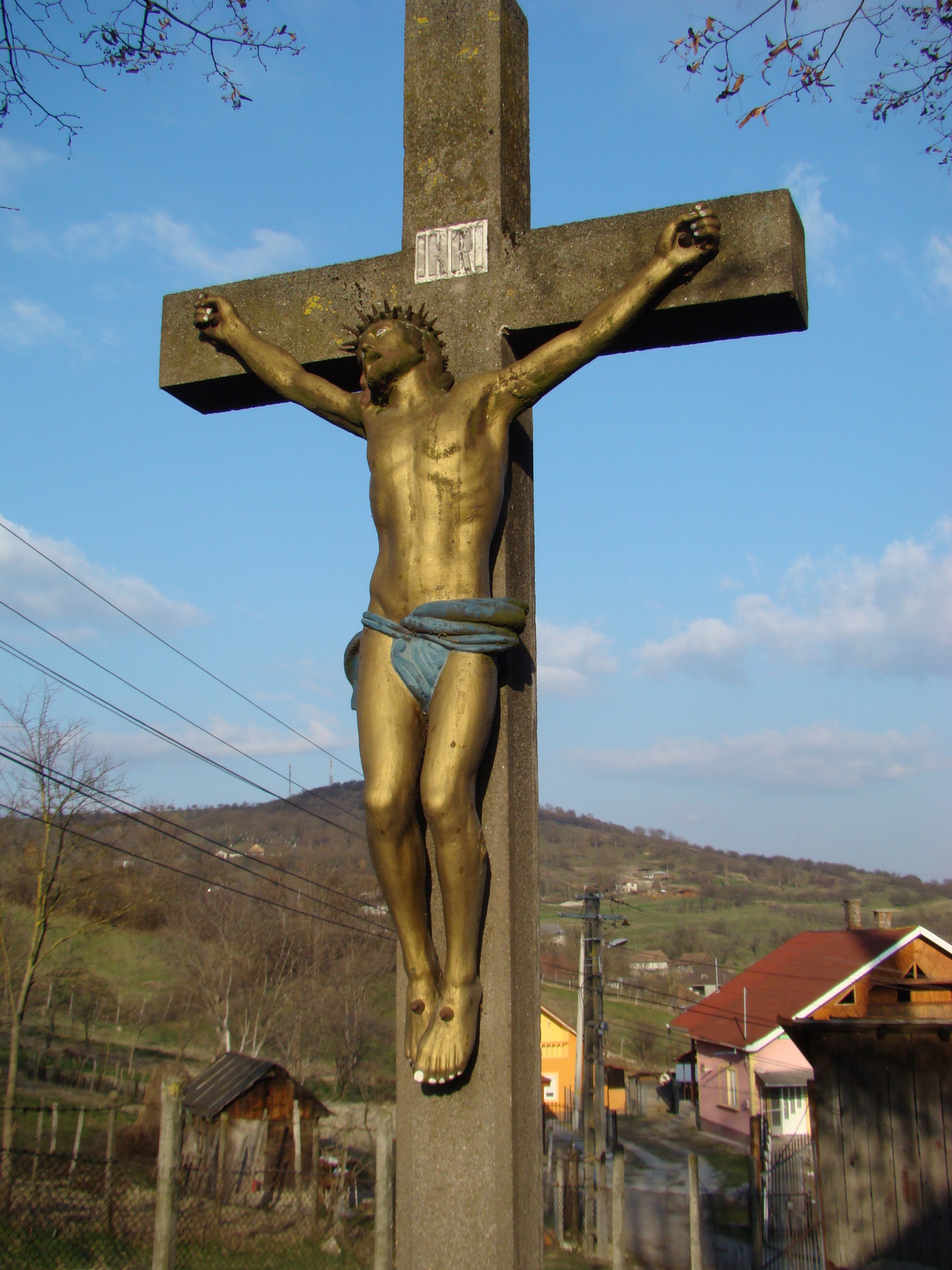
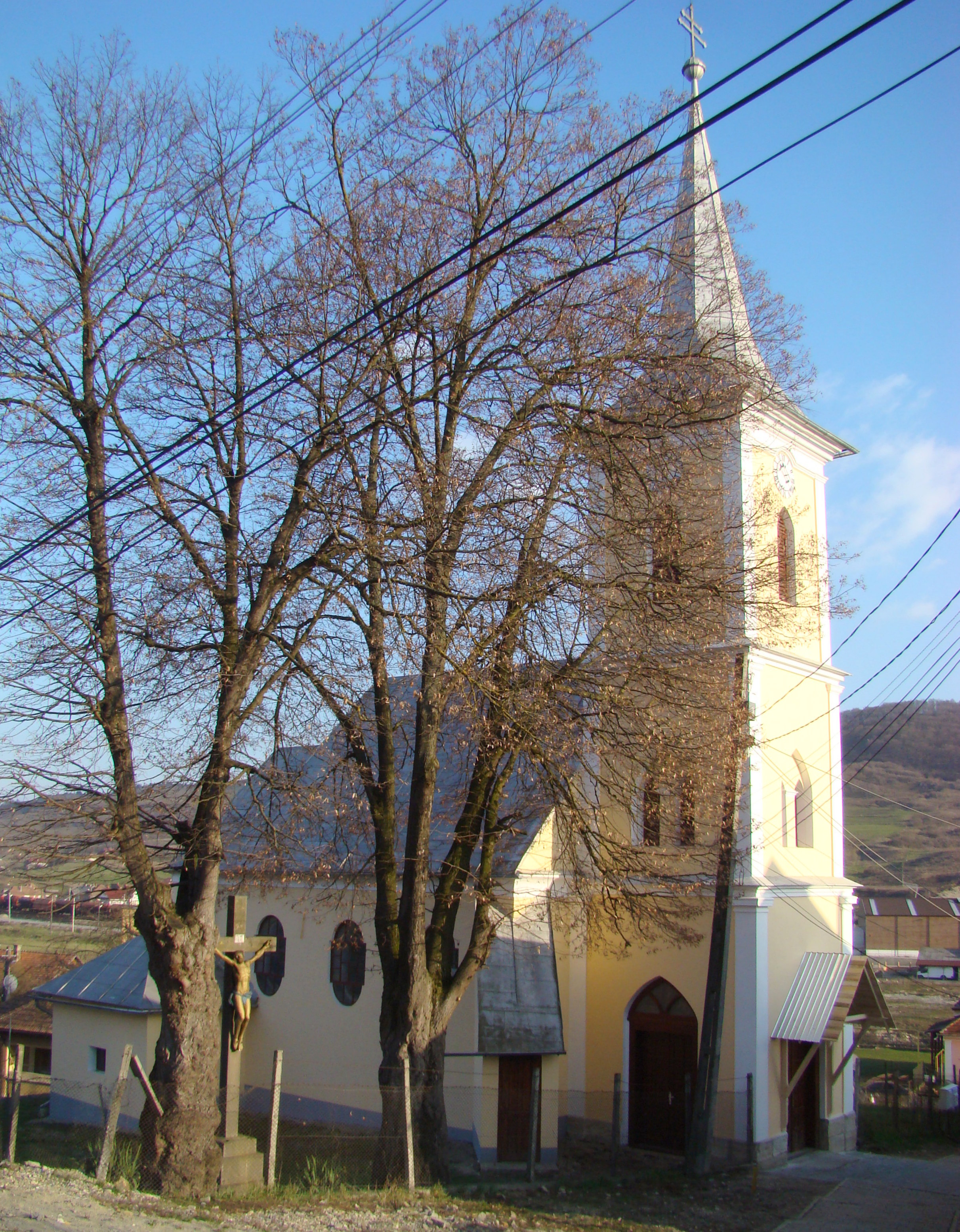
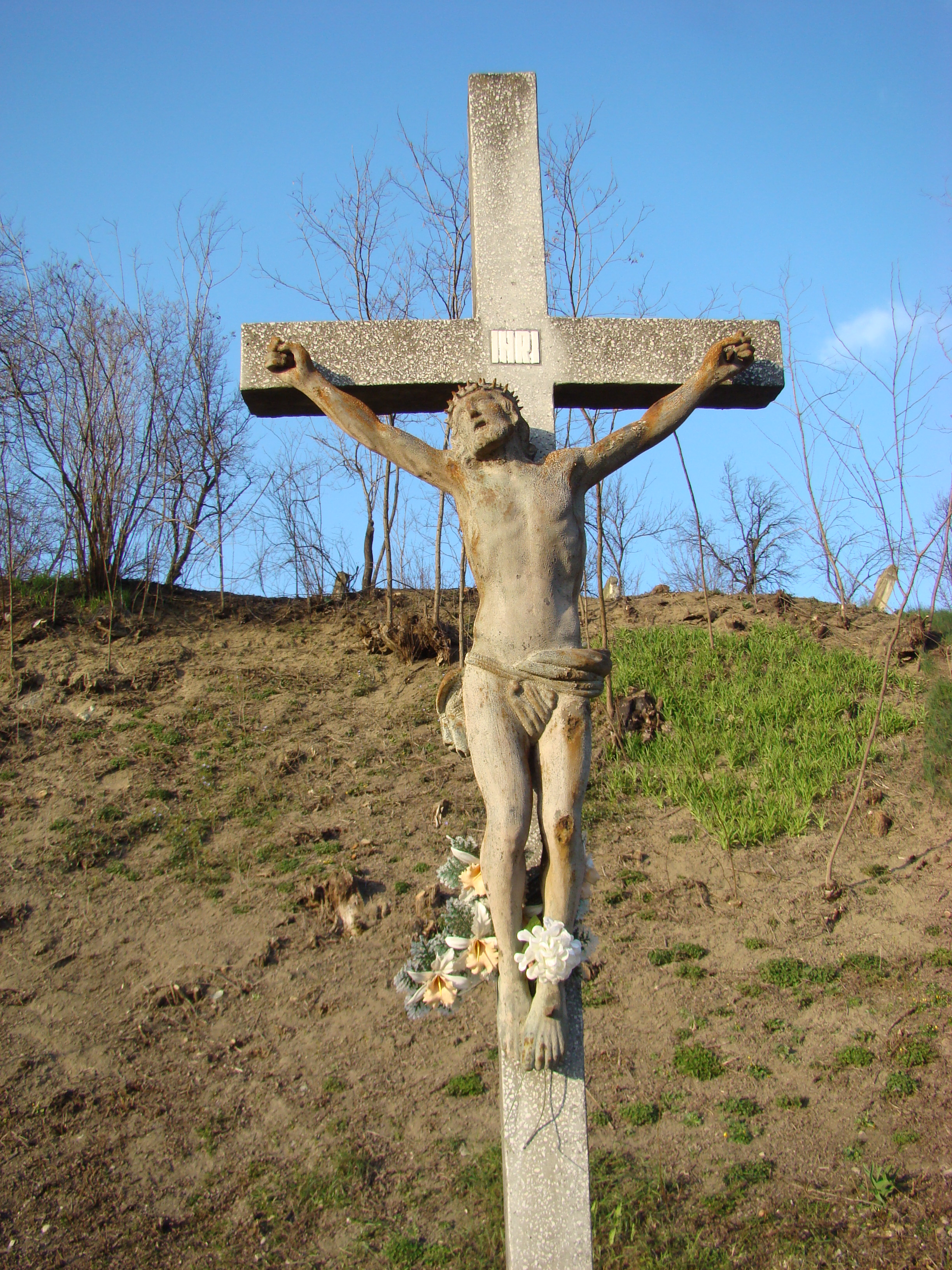
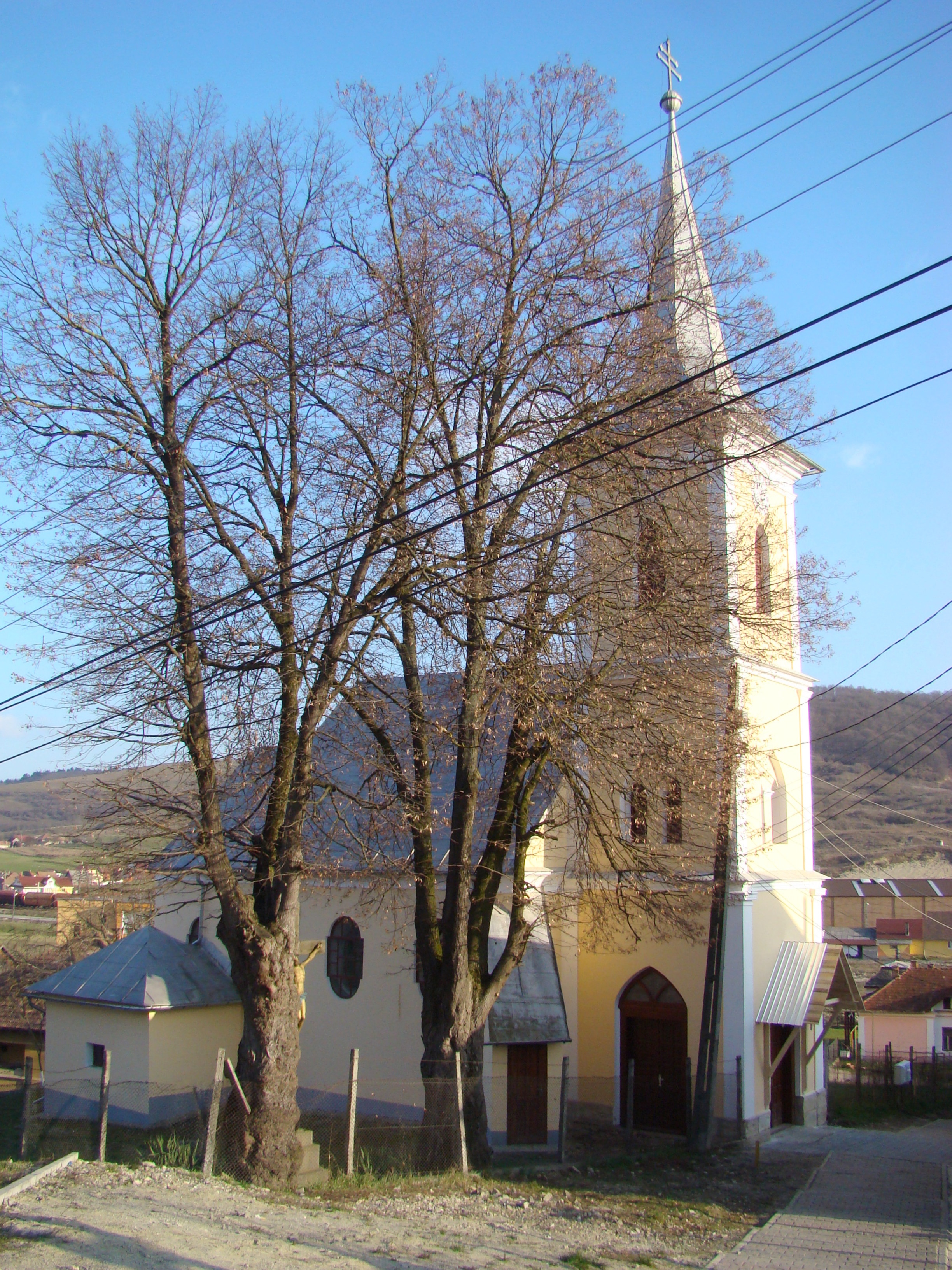
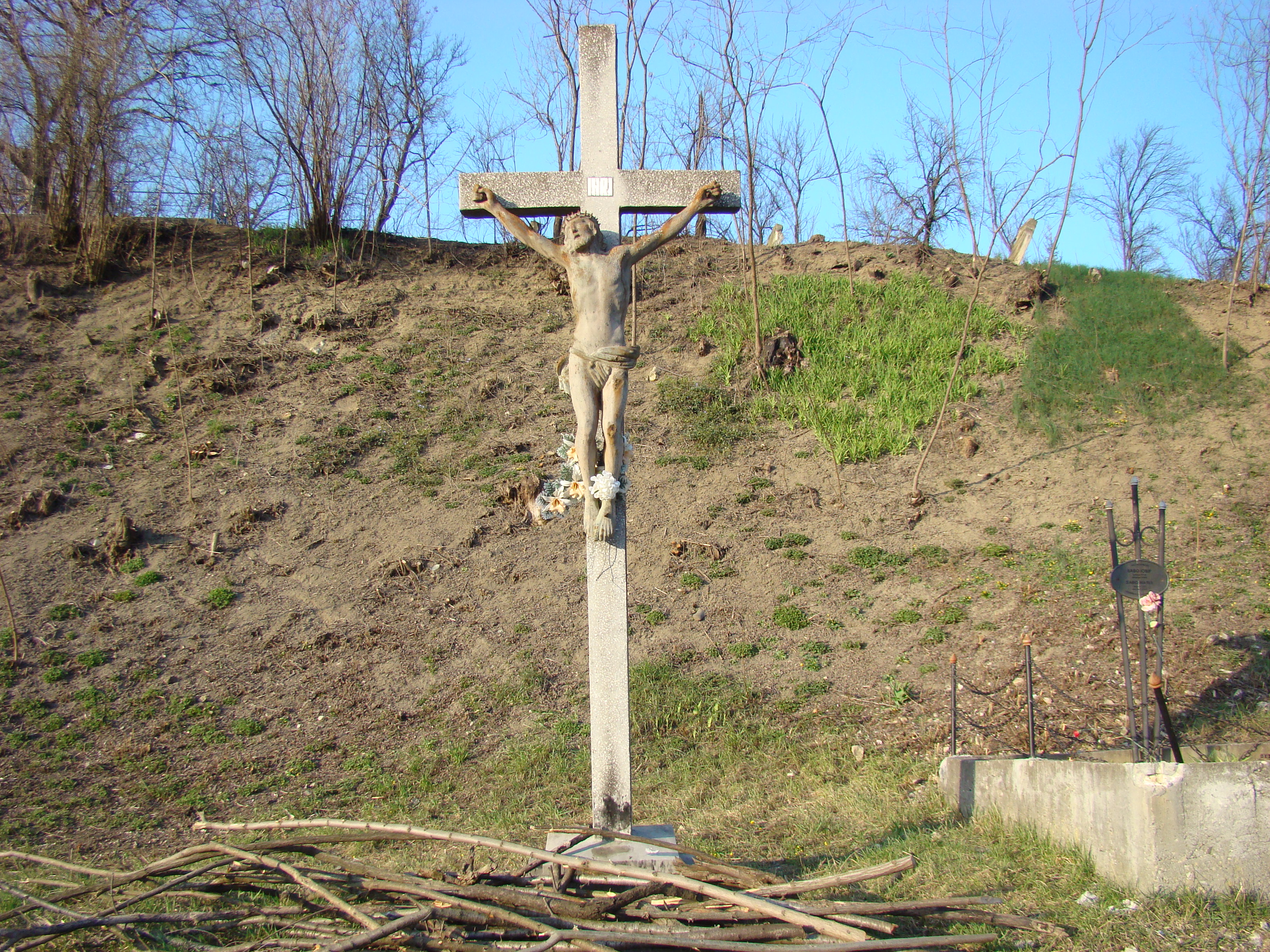

## Vezi și
- Ocna Dejului, Cluj